# Burghclere
Burghclere – wieś w Anglii, w hrabstwie Hampshire, w dystrykcie Basingstoke and Deane. Leży 29 km na północ od miasta Winchester i 86 km na zachód od Londynu. Miejscowość liczy 1138 mieszkańców.